# Khumar Zulfugarova
Khumar Rza gizi Zulfugarova (en azerí: Xumar Rza qızı Zülfüqarova; 15 de noviembre de 1927, Bakú-2 de julio de 2017, Bakú) fue una bailarina y coreógrafa de Azerbaiyán, Artista del pueblo de la RSS de Azerbaiyán.

## Biografía
Khumar Zulfugarova nació el 15 de noviembre de 1927 en Bakú. Su padre, Rza Afganli, fue actor de teatro y de cine de Azerbaiyán. 
En 1945 se graduó de la Escuela de Coreografía de Bakú (actualmente Academia de Coreografía de Bakú). Desde 1945 hasta 1966 fue solista del Teatro de Ópera y Ballet Académico Estatal de Azerbaiyán. En 1950 comenzó a enseñar en la Escuela de Coreografía de Bakú y durante 60 años trabajó en esta escuela.
En 1979 Khumar Zulfugarova recibió el título “Artista del pueblo de la RSS de Azerbaiyán”. En 2009 fue galardonada con el Orden Shohrat.
Khumar Zulfugarova falleció el 2 de julio de 2017 en Bakú.

## Premios y títulos
- Artista de Honor de la RSS de Azerbaiyán (1959)
- Artista del pueblo de la RSS de Azerbaiyán (1979)
- Orden Shohrat (2009)